# Mary McDowell
Mary Eliza McDowell, née le 30 novembre 1854 à Cincinnati dans l'État de l'Ohio et morte le 14 octobre 1936 à Chicago dans l'État de l'Illinois est une réformatrice sociale américaine. Elle est une des figures majeures de la vie politique et syndicale de la ville de Chicago de son époque.
En 1887, elle dirige l'une des branches de la Woman's Christian Temperance Union.
En 1894, Mary McDowell est à l'initiative de la création de l'University of Chicago Settlement (en), qu'elle dirige pendant une trentaine d'années.
En 1903, avec Jane Addams et Lilian Wald, Mary McDowell est une des fondatrices de la Women's Trade Union League dont elle dirigea la branche de l'Illinois à Chicago de 1904 à 1907.
En 1923, Mary McDowell est nommée commissaire à la santé publique de la ville de Chicago, charge qu'elle occupe jusqu'en 1927.

## Biographie

### Jeunesse et formation

#### Une famille abolitionniste

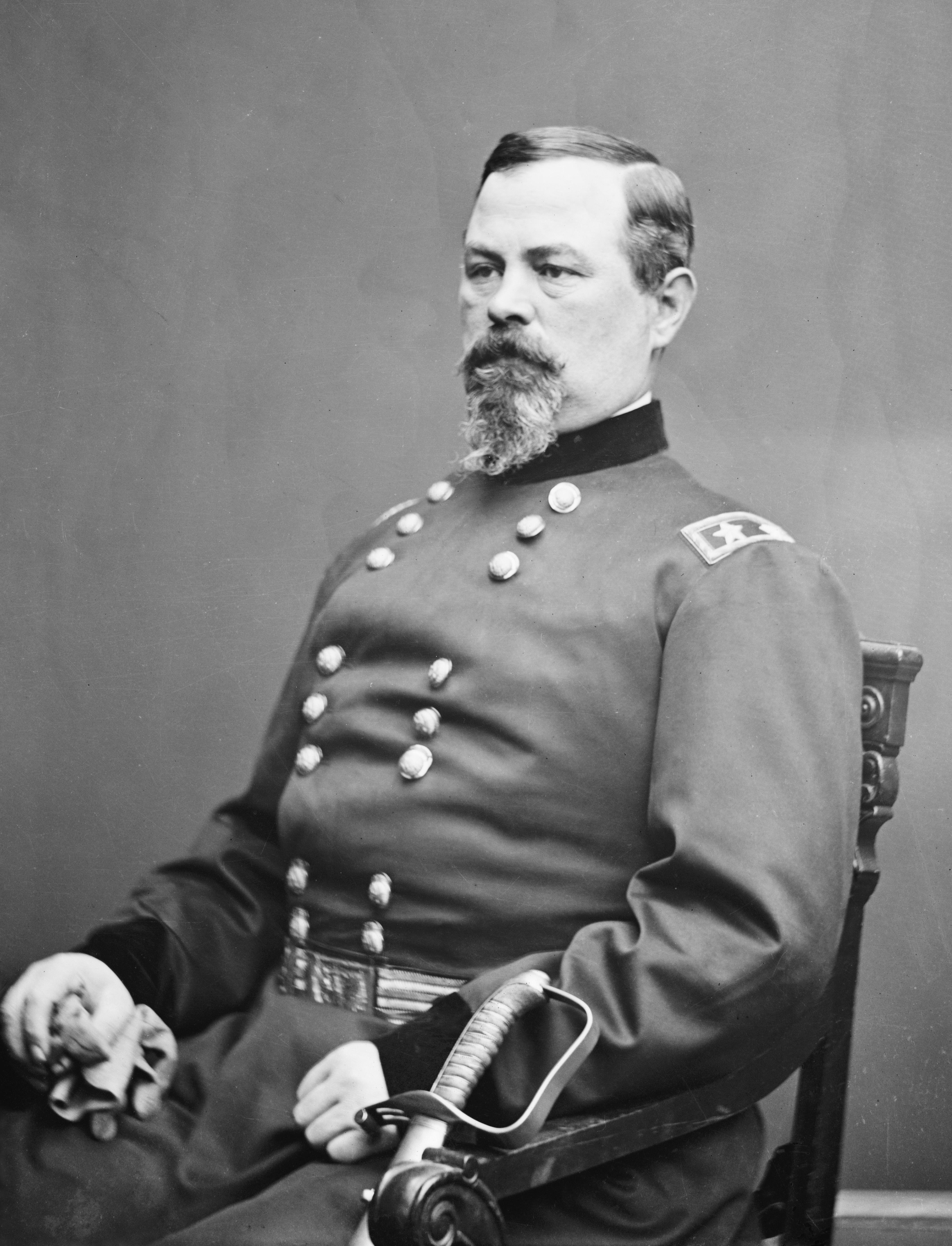
Photographie du major-général Irvin McDowell,

Mary McDowell est l'aînée des six enfants de Malcolm McDowell, un prédicateur laïc, et de Jane Welch Gordon McDowell, une femme de santé fragile. Son père a des ascendances irlandaise et écossaise. Ses ancêtres sont venus s'installer dans les années 1730, d'abord en Pennsylvanie puis dans le sud de la Virginie pour enfin se fixer soit dans le Kentucky soit dans l'Ohio. La famille de Mary McDowell possède une tradition forte contre l'esclavage. Durant la guerre de Sécession, Malcolm McDowell entre dans les forces armées de l'Union avec son frère Irvin McDowell, ce dernier finit la guerre avec le grade de major-général. Malcolm McDowell est nommé intendant de l'Armée du Tennessee avec le grade de major. Après la guerre de Sécession, Malcolm McDowell emmène sa famille pour Chicago où il crée un laminoir pour fournir l'industrie du rail en plein essor,,,,,.

#### Éducation

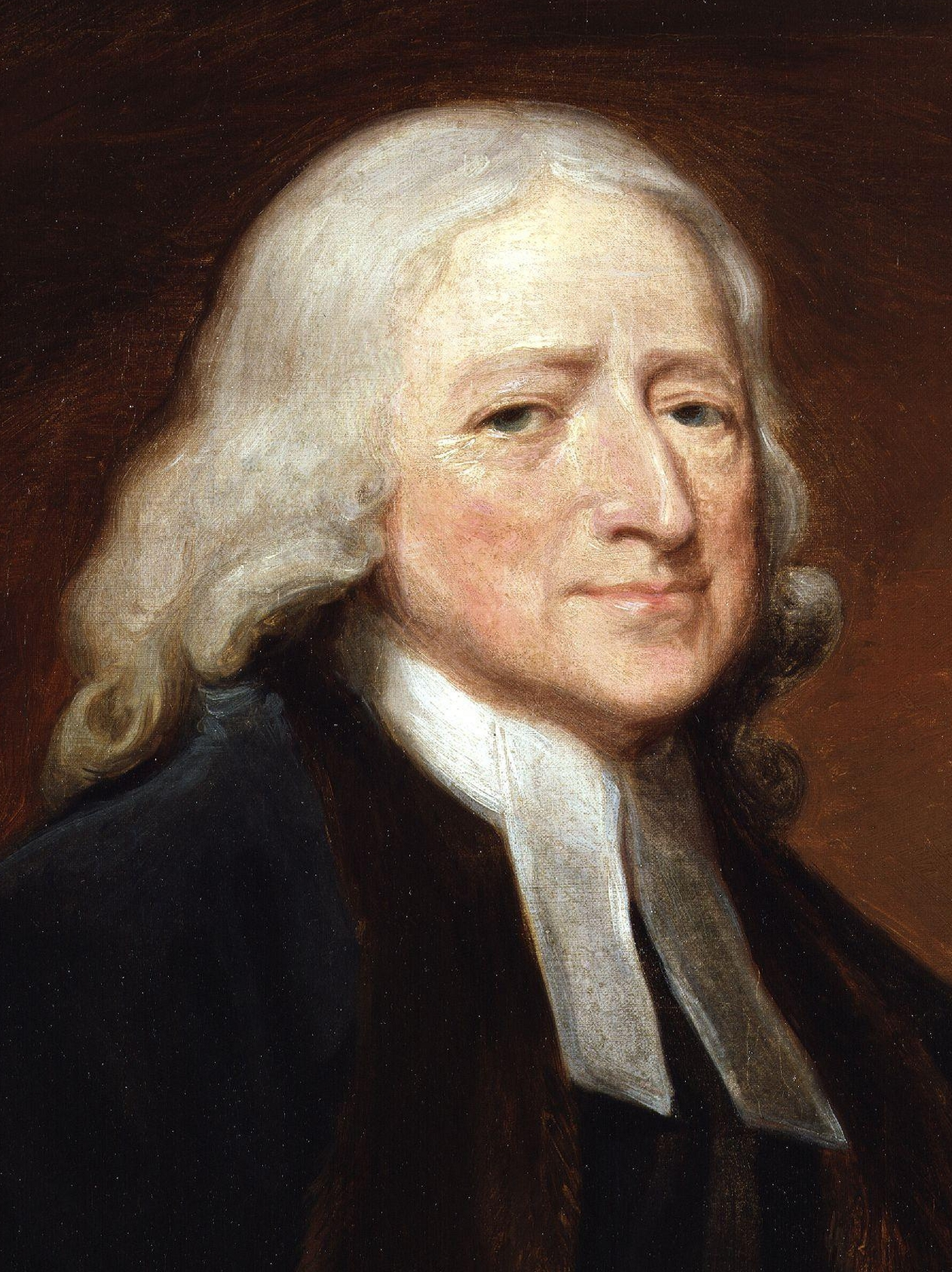
Portrait de John Wesley par le peintre George Romney

Mary McDowell a grandi avec ses parents dans la résidence de son grand-père maternel, un constructeur de bateaux à vapeur. Sa mère  Jane Welch Gordon McDowell, ouvre les portes de la résidence pour en faire un centre social pour les membres de la communauté. Son attitude bienveillante envers ses domestiques, ses dons pour les personnes nécessiteuses donnent un exemple de ce que peut être une vie de femme à sa fille. De même, Mary McDowell  grandit au milieu des enfants de migrants qui travaillent dans les usines de Cincinnati. Dès son plus jeune âge Mary McDowell comprend l'importance des prises de positions politiques consolidées par la foi, prenant en cela l'exemple de son père auquel elle voue une véritable adoration. Elle suit la conversion de son père lorsqu'après la guerre de Sécession il quitte Église épiscopalienne pour l'Église épiscopalienne méthodiste fondé par John Wesley. Conversion motivée par la quête d'une relation intime avec Dieu. En adhérant au méthodisme, Mary McDowell décide de consacrer sa vie au service de la société,,,,,.
Mary McDowell a suivi sa scolarité dans divers établissements publics et privés de Cincinnati et de Chicago. Mais en tant que sœur aînée, elle doit prendre en charge sa fratrie pour pallier les insuffisances de sa mère qui depuis la fin de la guerre de Sécession est régulièrement malade et ne peut assumer les soins nécessaires à l'éducation de ses enfants. Au sujet de cette situation elle dira plus tard « j'avais le sentiment que le sort de la famille McDowell dépendait de moi ». L'exemple se mère d'avant la guerre de Sécession n'est plus, ne pouvant plus se reposer elle se tourne vers son père avec lequel elle développe une relation de confiance réciproque. C'est dans ce contexte familial que Mary McDowell doit régulièrement interrompre ses études. Plus tard elle exprimera son regret de n'avoir pu mener à bien ses études,,,,.

### Carrière

#### Le Grand incendie de Chicago en 1871
En 1871, Mary McDowell, alors âgée de 17 ans, se joint à l'équipe des volontaires dirigée par le pasteur de l'église méthodiste du Northside qui intervient pour venir en aide aux victimes du Grand incendie de Chicago. La foule s'est massée sur le pont du Northside à proximité du foyer de Mary McDowell. Son père et elle viennent au secours des sans-abris en organisant des convois de nourriture et participent à la construction d'un camp de tentes pour les réfugiés qui se dresse à côté de leurs résidence. C'est sa première expérience d'intervention au service de la communauté,,,,,.

#### Les années à Evanstone (1880-1890)

##### La Woman's Christian Temperance Union (WCTU)

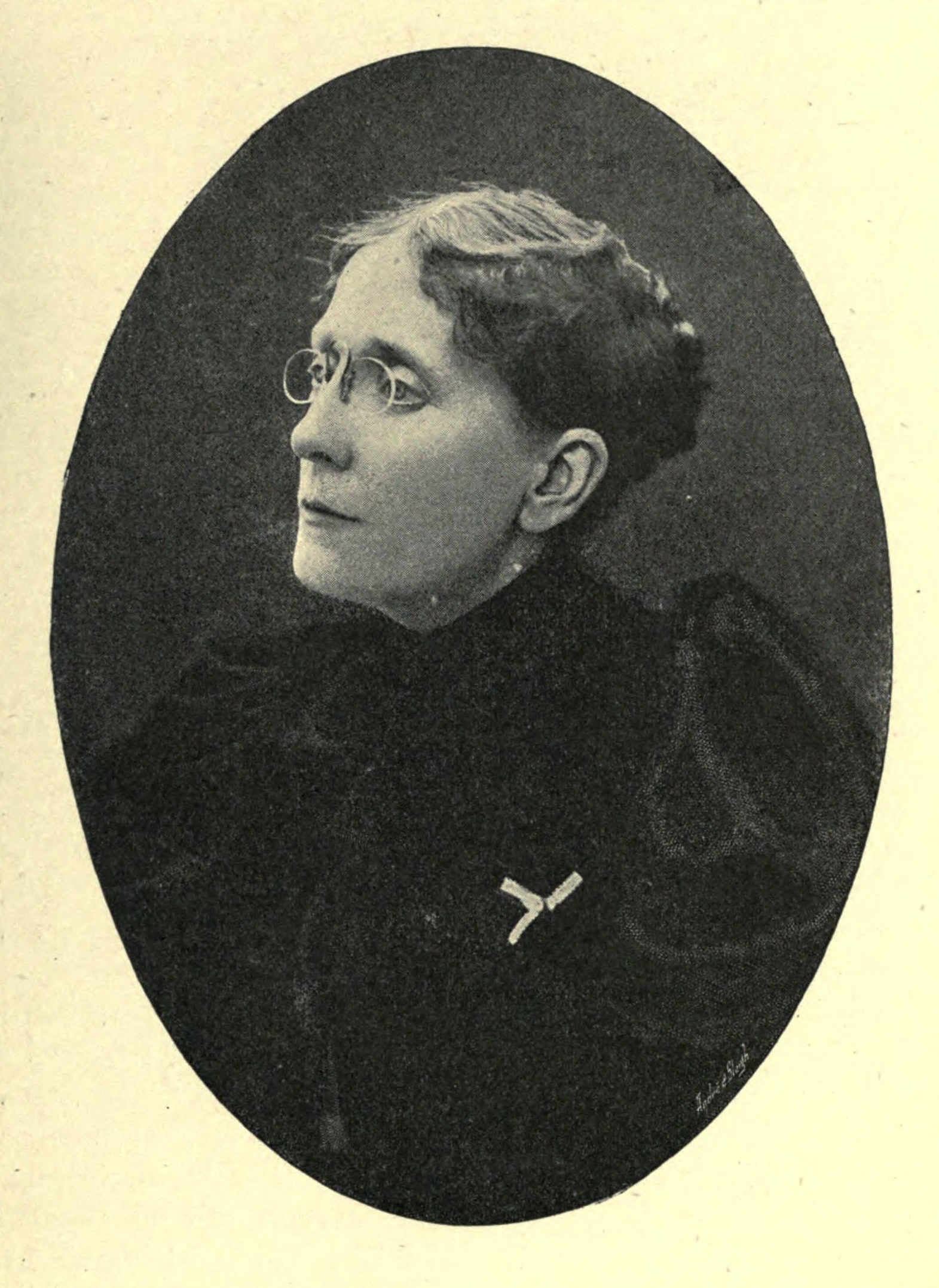
Frances Willard.

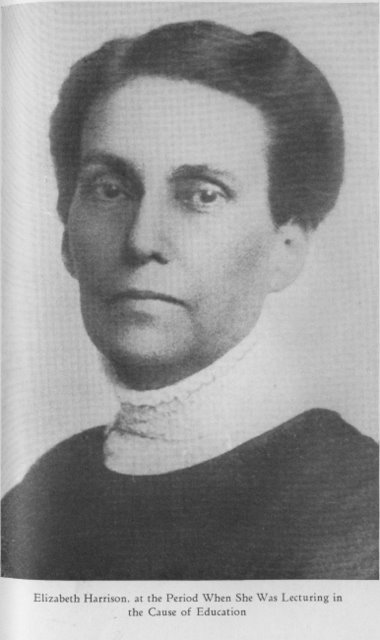
Elizabeth Harrison.

Au début des années 1880, la famille McDowell s'installe à Evanstone dans la banlieue de Chicago. Son père continue ses activités de prédicateur laïc auprès les jeunes de la paroisse méthodiste d'Evanstone et organise des conférences chaque dimanche, lors d'une de ces conférences il invite Frances Willard à laquelle assiste Mary McDowell. Frances Willard devient une des familières de Mary McDowell et lui fait connaître la Woman's Christian Temperance Union (WCTU). En 1887, Mary McDowell, alors âgée de 33 ans, est élue pour diriger et organiser la branche des jeunes femmes de la (WCTU). De par ses responsabilités, elle dirige le secteur des écoles maternelles et s'intéresse à leur fonctionnement et pour cela suit des cours auprès d'Elizabeth Harrison (pédagogue) connue pour ses travaux en matière de pédagogie innovante en direction des écoles maternelles. Après avoir obtenu son diplôme, elle enseigne un court moment à New York durant l'année 1891,,,.

##### La découverte du Settlement movement
Elizabeth Harrison lui fait également découvrir le Settlement movement et l'invite à un club de femmes animé par Jane Addams et Ellen Gates Starr, ces dernières permettent de faire découvrir à Mary McDowell les femmes influentes dans la région de Chicago. Elle est admise au sein de la Hull House où elle organise un groupe de femmes pour créer et gérer un jardin d'enfants. Si Mary McDowell est convaincue par le bien fondé du Settlement movement elle n'est pas encore prête pour s'engager pleinement au sein de la Hull House de Chicago, de plus elle doit retourner à Evanstone pour soutenir sa mère dont l'état de santé s'est dégradé,,,,,,.

#### La grève Pullman de 1894
C'est par la grève des cheminots de la Pullman Company de 1894 que Mary McDowell découvre la dureté des relations sociales. Cette grève lui montre les contradictions entre d'une part les valeurs de la  moralité victorienne héritées de sa mère et fondant sa foi et d'autre part celles du mouvement de l'Évangile social. Dans un premier temps, elle ne comprend pas pourquoi les cheminots se mettent en grève à un moment où obtenir un emploi est précieux en ces temps de crise économique. Après des semaines de conflits intérieurs, Mary McDowell rend visite au révérend Carwardine, le pasteur méthodiste du secteur communautaire de Chicago, de Pullman pour qu'il lui donne des explications quant à ce mouvement. Ce dernier lui fait comprendre et admettre la légitimité de la grève. Pour Mary McDowell, c'est une révélation, elle prend conscience de son ignorance et elle est déterminée à en apprendre plus « sur la face sombre de la vie industrielle » trop souvent « ignorée par de nombreuses couches de la société ». À la suite de cela, elle organise une réunion de la Christian Union (denomination) (en) à l'université de Chicago afin d'y créer un « un laboratoire de l'action sociale » à Chicago. Pour l'y installer les membres présents choisissent la proximité des abattoirs de Chicago pour y louer un emplacement. Le laboratoire fonctionnerait comme une settlement house, autrement dit comme un lieu d'échanges ouvert à toutes personnes pouvant contribuer à une meilleure connaissance de la condition ouvrière à Chicago. C'est la troisième settlement house ouverte à Chicago après la Hull House ouverte en 1889 et celle de l'université Northwestern fondée par Charles Zueblin (en) en 1891. Sur les préconisations de Jane Addams, Mary McDowell est élue directrice de l'University of Chicago Settlement (en) qui ouvre ses portes à la fin de l'année 1894. Elle y passera une trentaine d'années,,,,,,.

#### L'University of Chicago Settlement (1894-1929)
Le 15 septembre 1894 Mary McDowell est nommée directrice de l'University of Chicago Settlement et loue un appartement de quatre pièces au 4655 Gross Avenue,,,.

##### Un environnement de misère
Les environs des abattoirs sont un véritable dépotoir déboisé où s'entassent les déchets  industriels de la ville jouxtant des bidonvilles et des masures insalubres, les rues ne sont pas pavées, l'air y est pestilentiel, de la Bubbly Creek (en), qui longe les abattoirs, se dégagent du méthane et du sulfure d'hydrogène issus des produits animaux en décomposition, c'est un véritable égout à ciel ouvert,. Les habitants vivent dans la soumission au conseiller municipal représentant le quartier qui applique une politique de chantage, de coercitions diverses pour être réélu. Les habitants sont des américains d'origine germanique et irlandaise et des Lituaniens, des Slaves issus des dernières vagues de migrants,,,,.

##### Un défi
Mary McDowell se lance un défi, amener les résidents de l'University of Chicago Settlement à prendre conscience de leurs droits civils à travers les activités internes et amener les habitants du voisinage à des éveils quant à leurs conditions. Elle écrit que la mission de l'University of Chicago Settlement  en ces termes « lancer des mouvements de réformes sociales pour toute la ville en coopération avec les organisations de la ville afin de mettre en évidence les besoins en matière de service social et par conséquent de les fournir à ceux qui en sont démunis. », déclaration explicitement politique et soutenue par ses convictions religieuses « Nous croyons que Dieu a fait de tous les peuples à partir du même sang, que nous sommes tous ses enfants, nous sommes tous frères et sœurs. nous sommes citoyens des États-Unis et notre drapeau nous rappelle les sacrifices pour protéger le bien du peuple. Nous voulons être de véritables citoyens de notre ville et nous le montrerons par l'amour que nous lui portons et par nos actions. »,,,.

##### Les premières activités
Dans les premières années, Mary McDowell crée des activités en direction des enfants et organise des clubs ouverts aux adultes pour échanger sur leurs droits. Elle ouvre également un club pour les jeunes en âge de voter pour aborder les questions sociales et civiques. Elle mobilise également des associations locales comme la Civic Improvement Association et la Neighborhood Guild. En 1896, avec quelques ouvrières résidant à l'University of Chicago Settlement, elle crée dans des locaux de l'Ashland Avenue (en)  des cours d'artisanat, de musique et de littérature anglaise,,.

##### Les actions ultérieures
Le 3 juin 1896, Mary McDowell avec les résidentes invite les femmes du voisinage à prendre le café. le but de cette réunion étant de rassembler les femmes issues de toutes les origines, de toutes les croyances pour former une association de soutien réciproque des femmes pour développer leurs compétences afin de devenir de meilleures mères, sœurs, épouses, voisines, citoyennes. Puis avec les résidentes, elle lance la création de cours de cuisine où les stagiaires apprennent comment composer des repas équilibrés et sains, identifier quand les viandes, fruits et légumes doivent être jetés à la poubelle. Les groupes d'apprentissage de la citoyenneté deviennent des lieux de proposition d’amélioration touchant la vie quotidienne des femmes ainsi que l'éducation et la scolarité des enfants. Avec la création d'une bibliothèque, celle-ci devient un lieu de lectures publiques suivies de discussions,.
Mary McDowell organise des ballades dans les parcs de Chicago et fait construire un camp de vacances dans le site de l'Indiana Dunes, et en 1899, avec l'appui de la population locale elle y fait construire un gymnase,.

##### Les actions auprès de la ville de Chicago
À partir des années 1900, Mary McDowell harcèle la municipalité de Chicago pour qu'ils établissent un service de ramassage des ordures pour le quartier de l'Union Stock Yards, ce qui lui valent les surnoms de « Garbage Lady » ou de « Duchess of Bubbly Creek », elle obtient  également la création d'un parc public le Davis Square (Chicago) (en) qui ouvre ses portes 1905 ainsi que la construction d'une douche municipale. Durant l'été 1911 , face au refus de la municipalité de Chicago d’interdire le déversement des déchets dans la Bubbly Creek, causes de nombreuses maladies, Mary McDowell se rend dans différents pays européens pour y étudier les différents systèmes d'enlèvement et de traitement des ordures. Il faut attendre 1913, avec l'adoption du droit de vote des femmes par l'Illinois, pour qu'enfin le conseil municipal mette en place une commission de gestion des déchets. La Bubbly Creek est couverte par des aménagements boisés, un nouveau collecteur des eaux usées des abattoirs est construit,,,,.

#### La grève des ouvriers des abattoirs de Chicago de 1904

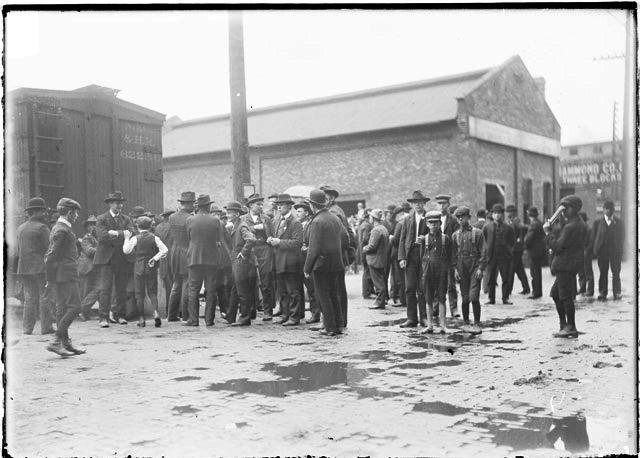
Grève des abattoirs de Chicago (1904).

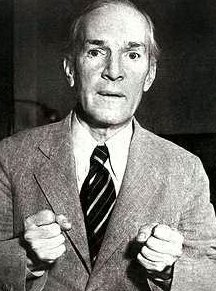
Upton Sinclair.

Mary McDowell prend fait et cause pour soutenir la grève des ouvriers des abattoirs de Chicago de 1904 suivie par 22 000 grévistes et à laquelle se joignent 8 000 syndiqués d'entreprises de Chicago. Cette grève couvait depuis longtemps, les ouvriers se plaignaient des bas salaires pratiqués dans les abattoirs et plus spécialement dans l'industrie du conditionnement des viandes. Elle soutient ouvertement Michael Donnelly, le président de l'United Packinghouse Workers of America (en). Ensemble, ils créent le premier syndicats des ouvrières de l'industrie du conditionnement des viandes. Dans un premier temps, Mary McDowell est la seule personne publique à soutenir les gréviste, mais elle arrive à convaincre Jane Addams et Cornelia De Bey (en) à rejoindre les grévistes et rencontrer les leaders syndicaux. Bien que la grève cesse sans obtenir la satisfaction des revendications, le syndicat des femmes perdure. Pendant la grève, elle écrit une lettre au président Theodore Roosevelt reprise dans le roman La Jungle d'Upton Sinclair, qui décrit les événements des abattoirs de Chicago,,.

#### La Women's Trade Union League (1903-1907)

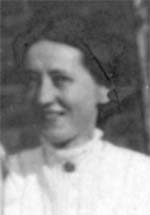
Leonora O'Reilly.

Lillian Wald.

Depuis 1892, un groupe de femmes comprenant Mary Kenney O'Sullivan, Leonora O'Reilly et Mary Morton Kehew projette la création d'un syndicat d'ouvrières. Ce projet prend forme avec le trio Jane Addams, Lilian Wald, Mary McDowell avec le soutien de l'économiste William English Walling (en). Ce syndicat serait établi sur le modèle de la Women's Trade Union League (Royaume-Uni) . Le trio à l'initiative de ce syndicat se rend la convention de la Fédération américaine du travail (AFL) de 1903, Jane Addams, Lilian Wald et Mary McDowell y rencontrent les délégués britanniques James O'Grady (syndicaliste) (en)  et William Mullen pour y présenter leur projet, leur intérêt est tel qu'il est proposé à l'ordre du jour et c'est ainsi que naît la Women's Trade Union League (WTUL). Si Mary McDowell a joué un rôle majeur pour la création de la WTUL, il demeure qu'elle ne peut pas prendre des responsabilités au niveau national de par ses responsabilités à Chicago, cela dit, elle y assume de 1904 à 1907 la présidence de la section de l'Illinois qui a son siège à Chicago. Lors de son mandat, elle écrit au président Theodore Roosevelt pour qu'il lance des enquêtes sur l'exploitation des ouvrières et l'emploi des enfants, qu'il lance des projets de loi pour limiter le temps de travail journalier et l'amélioration des conditions de travail,,,,.

#### Les émeutes raciales de Chicago (1919)
Les émeutes raciales de Chicago qui ont éclaté en 1919, sont pour Mary McDowell comme la grève des cheminots de la Pullman Company de 1894 un révélateur, en l’occurrence quant aux tensions raciales et leurs violences. Durant les dernières années de sa vie, elle va porter un intérêt majeur aux relations interraciales et lancer des initiatives quant l'amélioration de celles-ci. À la fin de l'année 1919, elle organise une commission de coopération interraciale composée de représentantes des quatre-vingts clubs de femmes blanches et noires afin qu'elles établissent des propositions de lois et des actions communes aux deux communautés,.

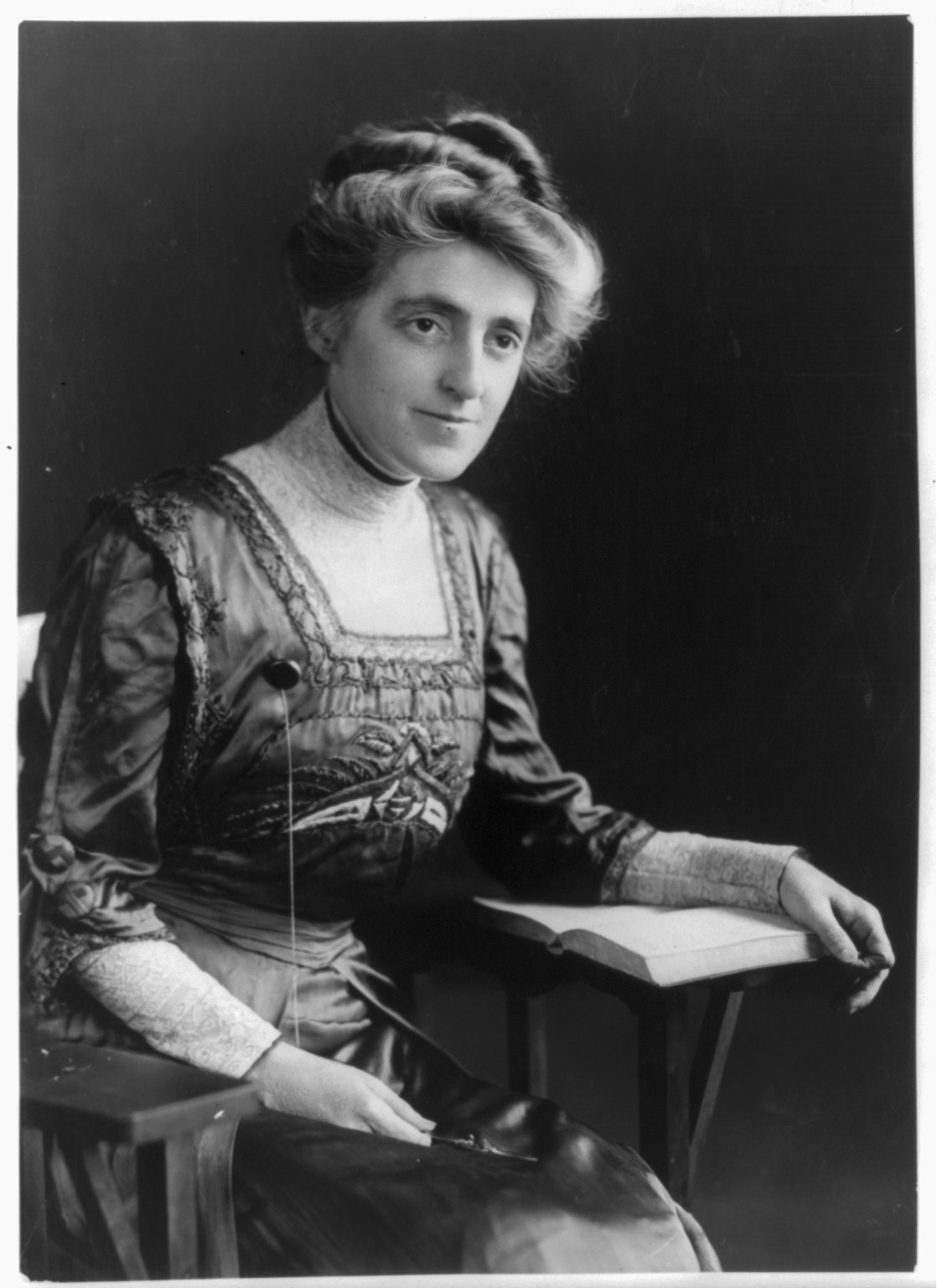
Sophonisba Breckinridge.

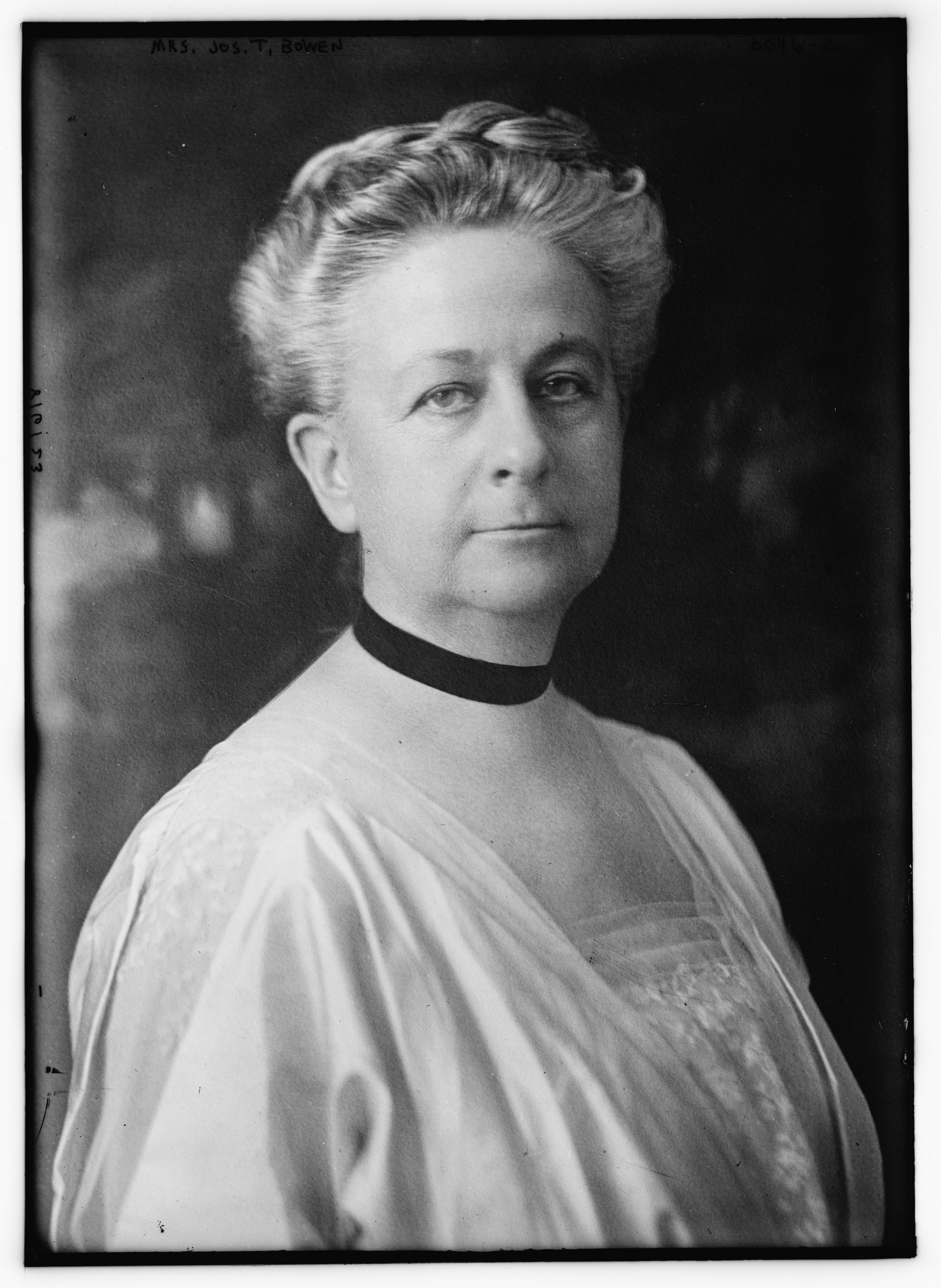
Louise DeKoven Bowen.

Mary McDowell participe également en tant qu’adhérente aux activités de la National Association for the Advancement of Colored People (NAACP) et à celles de la Chicago Urban League, de l'Immigrants' Protective League of Chicago,  tout comme d'autres figures féminines de Chicago : Jane Addams, Louise DeKoven Bowen (en), Julia Lathrop, Sophonisba Breckinridge. Mary McDowell enjoint les syndicats des abattoirs d'accepter des Afro-Américains au sein de leurs rangs. En 1927, elle contribue à la création de la collection de l'art africain à l'Art Institute of Chicago et à l'organisation de différentes conférences et colloques interracial qui se tiennent à l'occasion,,,.

#### Le droit de vote des femmes
En 1913, l'État de l'Illinois promulgue l'Illinois Woman Suffrage Act qui légalise le droit de vote des femmes, c'est le début de l'engagement de Mary McDowell dans les élections. En 1914, elle organise des réunions de quartiers afin que les électrices y puissent discuter sur quel candidat soutenir pour les élections des conseillers municipaux. En 1916, Mary McDowell et Harriet Vittum (en) de la Northwestern University Settlement House (en) de Chicago, se rendent au comté de Cook où elles se présentent aux élections du Cook County Board. Pour support, elles ont édité une plaquette où elles présentent les enjeux de ces élections quant aux sorts des démunis, des malades et des délinquants et qu'elles sont prêtes à prendre en charge ces situations. L'une comme l'autre font des propositions comme la présence de représentants du monde ouvrier dans les institutions du comté. Les journaux locaux se questionnent sur les prétendues compétences de ces deux femmes en matière d'administration en dehors du fait qu'elles sont des ménagères. Le Chicago Tribune publie une caricature où Mary McDowell et Harriet Vittum sont représentées avec de la lessive, une serpillière et un seau à la main avec la légende The Gold Dust Twins (« les jumelles de la Gold Dust »), qui est une référence à une marque de lessive en poudre la Gold Dust et leur volonté de nettoyer les institutions de la corruption. Elles perdent les élections, notamment parce que des femmes sont dans le déni de leur droit de vote. Pour Mary McDowell c'est l'occasion de développer auprès des femmes comment elles peuvent utiliser leurs quelques droits acquis pour montrer qu'elle ne sont pas seulement des ménagères, mais qu'elles expriment les « besoins réels » contrairement aux hommes qui ne s'intéressent qu'à leurs intérêts professionnels,.
Lorsque se crée la League of Women Voters en 1920, Mary McDowell est élue à son premier bureau exécutif national,.

#### Sous le mandat de maire de William Emmett Dever (1923-1927)

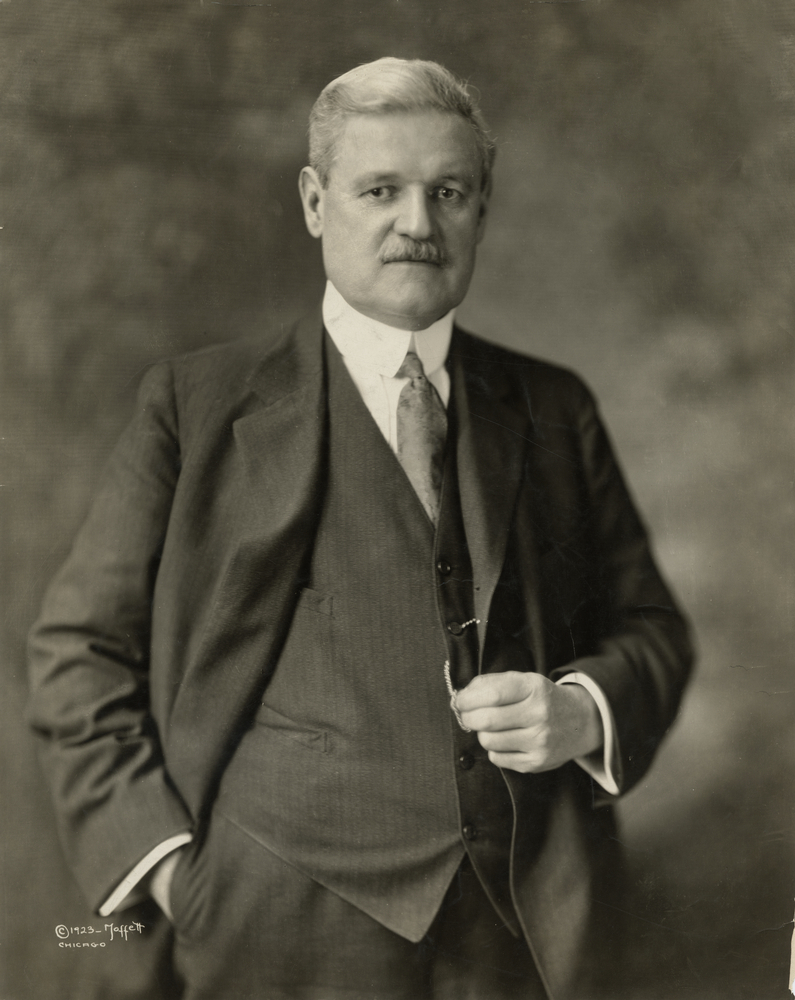
William Emmett Dever en 1923

Quand William Emmett Dever est élu maire de Chicago en 1923, il nomme Mary McDowell commissaire à la santé publique de la ville. Bien que manquant de ressources financières elle fait de ce département un centre d'échanges d'informations entre les diverses agences de la ville relevant de l'action sociale. Elle crée également une agence de placement et une agence d'enquêtes sociales, cette dernière à pour mission de fournir des données quant au travail des migrants, la délinquance des femmes et le logement. Mais quand  William Hale Thompson revient à  l'hôtel de ville de Chicago, il chasse Mary McDowell, met fin à son travail et à ses programmes entrepris,.

### Vie privée
Pendant toute sa vie Mary McDowell affirmera que ses actions, ses engagements, son militantisme ont toujours été soutenus par sa foi chrétienne.
Mary McDowell se retire de la vie active en 1929,.
Mary McDowell décède le 14 octobre 1936 des suites de deux accidents vasculaires cérébraux, le premier qui se produit en 1935, ayant entraîné une hémiplégie, puis un second qui l'emporte,,.
Après ses funérailles célébrées à l'University of Chicago Settlement, Mary McDowell est inhumée au cimetière de Rosehill de Chicago,.